# Brandanschlag von Tröglitz
Der Brandanschlag von Tröglitz war in der Nacht vom 3. zum 4. April 2015 ein Brandanschlag auf eine geplante Flüchtlingsunterkunft in Tröglitz im Burgenlandkreis in Sachsen-Anhalt. Menschen kamen nicht zu Schaden. Da die Tat zunächst als politisch motiviert eingestuft wurde, übernahm der Staatsschutz die Ermittlungen. Das Verfahren wurde nach einem Jahr ergebnislos eingestellt.

## Ausgangslage
Tröglitz ist eine Ortschaft innerhalb der Gemeinde Elsteraue. Als hauptamtlicher Bürgermeister der Gemeinde Elsteraue amtierte seit 2003 Manfred Meißner, der 2010 für weitere sieben Jahre wiedergewählt wurde. Zehn Orte der Gemeinde verfügen über Ortschaftsräte mit jeweils einem Ortsbürgermeister, der den nicht selbständigen Ort gegenüber der Gemeinde Elsteraue vertritt. Genauso wie der übergeordnete  Gemeinderat ist der Ortschaftsrat kein Parlament, sondern ein Verwaltungsorgan. Der Ortschaftsrat hat ein Anhörungsrecht in allen Angelegenheiten. Die politische Vertretung der Bürger obliegt jedoch dem Gemeinderat Elsteraue. Der Ortschaftsrat Tröglitz setzte sich im Frühjahr 2015 aus zehn gewählten Mitgliedern zusammen, dessen Vorsitzender (Ortsbürgermeister) seit fünf Jahren der Theologe Markus Nierth war.
Im Dezember 2014 plante die Kreisverwaltung des Burgenlandkreises rund 60 Flüchtlinge in Tröglitzer Wohnungen unterzubringen. Die Sitzung fand unter Ausschluss der Öffentlichkeit statt. Es wurde beschlossen, im Mai 2015 etwa 40 bis 50 Flüchtlinge in Tröglitz in einem Wohnhaus mit zwölf Wohnungen unterzubringen. Anfang Januar 2015 informierte Nierth gemeinsam mit seiner Ehefrau in der Gemeindezeitung Blickpunkt über die Beschlüsse der Kreisverwaltung in einer zweieinhalbseitigen Verlautbarung und rief darin die Tröglitzer Bürger zur Unterstützung bei der Integration der Asylanten auf.
In den folgenden Wochen führten Mitglieder der Partei NPD sowie diesen nahestehende Kreise jeden Sonntag Protestaufzüge in der Ortschaft durch. Als bei der zehnten Demonstration die Endkundgebung vor dem Privathaus von Ortsbürgermeister Nierth stattfinden sollte, er nach eigenen Angaben nur sehr wenig Rückhalt aus der Bürgerschaft erhalten habe und seitens des Burgenlandkreises das von Nierth geforderte Versammlungsverbot nicht ausgesprochen wurde, sah er sich außerstande, das Amt weiterzuführen. Anfang März 2015 trat Nierth zurück, weil er sich zudem nicht ausreichend geschützt sah.
Am 31. März fand in Tröglitz eine Bürgerversammlung statt, zu der 500 Einwohner kamen. Dabei informierte Landrat Götz Ulrich offiziell über die Unterbringung der Flüchtlinge. Die Einwohnerversammlung endete nach etwa zwei Stunden mit Gründung der Bürgerinitiative „Miteinander – füreinander“ und einer „Tröglitzer Erklärung“. Darin warb die Initiative für „ein weltoffenes Tröglitz, wo Flüchtlinge willkommen sind“. Mehr als 100 Personen unterzeichneten die Erklärung.

## Tathergang
In der Nacht zum 4. April 2015 brannte es im Dachstuhl des für die Flüchtlinge vorgesehenen Wohnhauses. Zwei Mieter des Hauses, die sich oberhalb der für die Asylbewerber vorgesehenen Fläche in ihrer Privatwohnung aufhielten, konnten sich unverletzt in Sicherheit bringen, nachdem sie zuvor von Anwohnern auf den Brand aufmerksam gemacht worden waren. Das Feuer wurde laut Angaben der Polizei durch Brandstiftung ausgelöst. Der oder die Täter waren in das Haus eingebrochen und hatten dort Brandbeschleuniger verteilt.

## Reaktionen
In den Morgenstunden des 4. April 2015 informierte Markus Nierth die Medien, dass es in Tröglitz einen Brandanschlag gegeben habe und er „selbstverständlich davon ausgehe, dass es Rechtsextreme waren“. Dieser Bewertung schlossen sich Sachsen-Anhalts Ministerpräsident Reiner Haseloff und Innenminister Holger Stahlknecht an, die noch am selben Tag zum Tatort reisten und an einer Demonstration von rund 350 Tröglitzer Bürgern gegen Fremdenfeindlichkeit teilnahmen. Aufgerufen zu der Kundgebung gegen Rechtsextremismus in Tröglitz hatte Markus Nierth, um ein Zeichen zu setzen, dass die Ausschreitungen keinesfalls der Haltung der Bevölkerung entsprächen. Einige Bewohner des Orts äußerten noch während der Veranstaltung die Absicht, Flüchtlinge bei sich privat aufnehmen zu wollen.
An der Kundgebung nahm auch Landrat Götz Ulrich teil, der in seiner Rede klarstellte, dass an den Plänen zur Unterbringung der Flüchtlinge trotz des Brandanschlags festgehalten werde. Wörtlich sagte er: „Es bleibt dabei, Tröglitz bekommt 40 Asylbewerber.“ Am 5. April 2015 informierte Ulrich verschiedene Medien, dass er nach seiner Rede per E-Mails Morddrohungen erhalten habe, woraufhin er unter Polizeischutz gestellt wurde.
Der Brand der geplanten Flüchtlingsunterkunft sorgte für ein weltweites Echo, Reporter aus Japan, Dänemark, Holland oder den USA berichteten direkt aus Tröglitz. Außenminister Frank-Walter Steinmeier nannte „die Ereignisse von Tröglitz eine Schande“. Reiner Haseloff betonte mehrmals, dass er tief betroffen und wütend sei. Innenminister Thomas de Maizière bezeichnete den Anschlag als eine „abscheuliche Tat“, die unverzüglich aufgeklärt werden müsse. SPD-Chef Sigmar Gabriel sprach von einer monatelangen Stimmungsmache gegen Flüchtlinge. Die Fraktionschefin der Grünen, Katrin Göring-Eckardt, forderte Bund und Länder auf, mehr für die Sicherheit von Flüchtlingen zu tun.

## Ermittlungen
Nach dem Anschlag wurde eine gemeinsame Ermittlungsgruppe der Polizei in Halle (Saale) und des LKA Sachsen-Anhalt in Magdeburg gebildet. Die Ermittlungen beim LKA führte der Staatsschutz, da der Verdacht auf einen ausländerfeindlichen Hintergrund der Tat bestand. Die Sonderkommission Kanister bestand aus 22 Beamten. In einem Interview mit der Mitteldeutschen Zeitung wies der Direktor des LKA, Jürgen Schmökel, darauf hin, dass in alle Richtungen ermittelt werde und die Täter nicht nur im rechtsextremen Milieu zu suchen seien. Seine Aussage rief im Magdeburger Landtag Empörung bei den Fraktionen Die Linke und Bündnis 90/Die Grünen hervor, da für eventuelle linke Täter keine belastbaren Hinweise bekannt wären.
Das LKA zog auch einen möglichen Versicherungsbetrug des Inhabers in Betracht. In Tröglitz führte die Sonderkommission Hausdurchsuchungen und Vernehmungen durch, observierte über mehrere Wochen mit Kameras die Straße der geplanten Flüchtlingsunterkunft, ging von Tür zu Tür und befragte jeden der 1700 volljährigen Einwohner. Zudem setzten das LKA und das Innenministerium eine Belohnung in Höhe von 20.000 Euro für Hinweise zur Aufklärung des Kriminalfalls aus. Das LKA richtete sich auch über die MDR-Sendung Kripo live an die Öffentlichkeit und erhielt 50 Hinweise, woraufhin die Sonderkommission nochmals 1500 Flyer in Tröglitz verteilte. Unter Verdacht standen sieben Personen, die nahe dem Brandort gesehen wurden.
Sechs Monate nach dem Brandanschlag verhaftete die Polizei einen Verdächtigen. Details nannte die Staatsanwaltschaft aus taktischen Gründen nicht. Nach acht Tagen hob das zuständige Amtsgericht den Haftbefehl wieder auf. Der dringende Tatverdacht hatte sich nicht bestätigt. Ebenfalls konnten die anderen sechs gesuchten Personen namentlich ermittelt werden, jedoch bestätigten sich auch bei ihnen die Verdachtsmomente nicht. Am 4. Juli 2016 beendete die Soko Kanister ihre Arbeit und übergab mehrere Umzugskartons voll Akten an die Staatsanwaltschaft Halle. Diese stellte nach mehr als einem Jahr am 11. Juli 2016 die Ermittlungen ergebnislos ein. Der oder die Täter wurden bisher nicht ermittelt, so dass der Fall unaufgeklärt bleibt.